# كأس العالم للأقاليم
كأس العالم للأقاليم هي بطولة كرة قدم دولية ينظمها الاتحاد الدولي الفيفا بالمجلس الجديد للدول غير تابعة للفيفا مثل الأقاليم والدول غير المعترف بها البطولة مزمع عقدها مرة كل سنتين.

## Tournament results
| العام       | المستضيف                | النهائي                 | النهائي | النهائي                        | مباراة المركز الثالث أو الرابع أو الخامس أو السادس أو السابع أو الثامن أو التاسع | مباراة المركز الثالث أو الرابع أو الخامس أو السادس أو السابع أو الثامن أو التاسع | مباراة المركز الثالث أو الرابع أو الخامس أو السادس أو السابع أو الثامن أو التاسع |
| العام       | المستضيف                | الفائز                  | النتيجة | الوصيف                         | المركز الثالث                                                                    | النتيجة                                                                          | المركز الرابع                                                                    |
| ----------- | ----------------------- | ----------------------- | ------- | ------------------------------ | -------------------------------------------------------------------------------- | -------------------------------------------------------------------------------- | -------------------------------------------------------------------------------- |
| 2006 تفاصيل | Occitania               | · لابي                  | 21–1    | · موناكو                       | · قسطانية                                                                        | مرشح أوحد                                                                        | قالب:بيانات بلد Southern Cameroons^                                              |
| 2008 تفاصيل | Sápmi                   | قالب:بيانات بلد Padania | 2–0     | قالب:بيانات بلد Aramean Syriac | · لابي                                                                           | 3–1                                                                              | · كردستان العراق                                                                 |
| 2009 تفاصيل | قالب:بيانات بلد Padania | قالب:بيانات بلد Padania | 2–0     | · كردستان العراق               | · لابي                                                                           | 4–4 (5 - 4) ركلات جزاء ترجيحية (كرة قدم)                                         | · بروفانس                                                                        |